# 김수영 (1964년)
김수영(金水英, 1964년 12월 5일~)은 대한민국의 정치인이다. 민선6·7기 서울특별시 양천구청장(2014~2022)을 지냈다.

## 학력
- 1983년 금란여자고등학교 졸업
- 1988년 이화여자대학교 국어국문학 학사
- 2005년 서강대학교 공공정책대학원 행정학 석사
- 2010년 숭실대학교 대학원 사회복지학 박사

## 경력
- 1986년~1987년: 이화여자대학교 총학생회 회장
- 1989년~1990년: 민주화운동청년연합 동부지부 교육부장
- 1992년: 김대중 대통령 후보 선거대책위원회 인권위원회 조사부장
- 1993년~1996년: 국회의원 이부영 후원회 간사
- 1998년~2000년: 의회를 사랑하는 사람들 중앙상임위원
- 2003년: 여성정치세력 민주연대 상임이사
- 2004년~2006년: 열린우리당 중앙당 여성국장
- 2006년~2008년: 제1대 시흥여성희망일터지원본부 본부장
- 2010년: (사)여성이 만드는 일과 미래 이사
- 2013년: 숭실대학교 사회복지학과 겸임교수
- 2014년: 새정치민주연합 여성리더십센터 부소장
- 2014년 7월~2022년 6월: 민선6·7기 서울특별시 양천구청장(더불어민주당)

## 전과
- 집회및시위에관한법률위반: 징역 1년 6월, 집행유예 2년 - 1986년 12월 15일 선고[2]
- 공문서변조, 변조공문서행사: 징역 1년, 집행유예 2년 - 1988년 11월 18일 선고[2]

## 저서
- 사회적 기업과 사회서비스(2011년)
- 절망속에 핀 희망(2014년)
- 양천, 나비 날갯짓(엄마구청장 소통과 협치의 기록)(2017)
- 리질리언스 시티(2021)

## 수상 내역
- 2014년 2014 매니페스토(지방선거부문) 약속대상 - 선거공약서 분야 우수상
- 2014년 범시민사회단체연합 주관 평가 - 좋은 자치단체장상
- 2014년 서울특별시 일자리 만들기 우수 자치구 양천구 수상
- 2014년 서울특별시 안전도시 만들기 평가 우수구 양천구 수상
- 2015년 여성가족이 함께 행복한 서울 만들기 사업 최우수구 양천구 수상
- 2015년 전국기초지방자치단체장 매니페스토 우수사례 경진대회 공약이행분야 우수상 양천구 수상
- 2016년 전국기초지방자치단체장 매니페스토 우수사례 경진대회 청렴분야 최우수상 양천구 수상
- 2016년 제8회 서울 석세스 어워드 기초단체장 대상
- 2016년 서울시사회복지사협회 복지구청장상
- 2016년 여성가족부 아동여성안전지역연대 운영 종합평가 최우수기관 양천구 수상
- 2017년 공공기관 청렴도 평가 서울 자치구 2위 양천구 수상
- 2017년 올해의 지방자치 CEO
- 2017년 제안활성화 우수기관 시상식 대통령상 양천구 수상
- 2018년 2017년민원서비스 종합평가 우수구 양천구 수상
- 2018년 행정안전부 정부합동평가 자치구평가 우수구 양천구 수상
- 2018년 행정안전부 지방자치단체 혁신평가 장려상 양천구 수상
- 2018년 국민권익위원회 전국 공공기관 청렴도 평가 2등급
- 2018년 (사)한국환경정보연구센터 제7회 친환경도시대상 에코시티 평가 대상 양천구 수상
- 2019년 행정안전부 민원서비스 종합평가 우수 장관표창 양천구 수상
- 2019년 행정안전부 정부합동평가 자치구평가 우수구 양천구 수상
- 2019년 행정안전부 지방자치단체 혁신평가 장려상 양천구 수상
- 2019년 (사)한국환경정보연구센터 제8회 친환경도시대상 에코시티 평가 대상 양천구 수상
- 2019년 국민권익위원회 전국 공공기관 청렴도 평가 2등급
- 2019년 유니세프 아동친화도시 양천구 인증
- 2020년 고용노동부 전국 지방자치단체 일자리 대상 장관상 양천구 수상
- 2020년 국민권익위원회 전국 공공기관 청렴도 평가 2등급
- 2020년 행정안전부 지방자치단체 혁신 평가 3년연속 우수기관
- 2020년 환경부 제9회 그린시티 공모전 최우수구 대통령상 양천구 수상
- 2021년 환경부, 한국환경공단 공공부분 온실가스 감축목표 10년 연속 달성기관 우수기관
- 2021년 국민권익위원회 전국 공공기관 청렴도 평가 2등급
- 2021년 (사)청년과미래 청년친화 헌정대상 정책대상 양천구 수상
- 2021년 (사)한국매니페스토실천본부 전국 기초단체장 매니페스토 우수사례 경진대회
- 2021년 서울특별시 정부합동평가 자치구 평가 S등급
- 2021년 국토교통부 대한민국 공공건축상 대상 국무총리표창 양천구 수상
- 2021년 국토교통부 대한민국 도시대상 장관상 양천구 수상
- 2022년 행정안전부 2021년 민원서비스 종합평가 우수기관
- 2022년 행정안전부 2021년 지방자치단체 혁신평가 우수기관
- 2022년 국민권익위원회 2021년 공공기관 부패방지 시책평가 2등급
- 2022년 한국일보, 한국정보사회학회 전국 지방자치단체 평가(자치구부분) 최우수 1등급

## 역대 선거 결과
|  | 38.54% |

|  | 47.90% |

|  | 61.02% |

|  | 43.97% |